# Gynoplistia
Gynoplistia är ett släkte av tvåvingar. Gynoplistia ingår i familjen småharkrankar.

## Dottertaxa tillGynoplistia, i alfabetisk ordning[1]
- Gynoplistia achlys
- Gynoplistia aculeata
- Gynoplistia aequidentata
- Gynoplistia albicincta
- Gynoplistia albizonata
- Gynoplistia alice
- Gynoplistia alpigena
- Gynoplistia ambulator
- Gynoplistia angustipennis
- Gynoplistia annulata
- Gynoplistia anthracina
- Gynoplistia apicalis
- Gynoplistia argyropleura
- Gynoplistia arthuriana
- Gynoplistia atripes
- Gynoplistia attrita
- Gynoplistia aurantiocincta
- Gynoplistia aurantiopyga
- Gynoplistia babinda
- Gynoplistia basispinosa
- Gynoplistia basitarsalba
- Gynoplistia basituberosa
- Gynoplistia bella
- Gynoplistia biangri
- Gynoplistia biarmata
- Gynoplistia bickeli
- Gynoplistia bicolor
- Gynoplistia bidentata
- Gynoplistia bilobata
- Gynoplistia bimaculata
- Gynoplistia bipunctata
- Gynoplistia biroana
- Gynoplistia bispica
- Gynoplistia bituberculata
- Gynoplistia bona
- Gynoplistia boomerang
- Gynoplistia brassi
- Gynoplistia bucera
- Gynoplistia campbelli
- Gynoplistia canterburiana
- Gynoplistia capreolus
- Gynoplistia chadwicki
- Gynoplistia chalybeata
- Gynoplistia chalybicolor
- Gynoplistia chathamica
- Gynoplistia cladophora
- Gynoplistia clarkeana
- Gynoplistia clarki
- Gynoplistia clavipes
- Gynoplistia collessi
- Gynoplistia concava
- Gynoplistia conchyliata
- Gynoplistia conjuncta
- Gynoplistia costospilota
- Gynoplistia cultrata
- Gynoplistia cuprea
- Gynoplistia cyanea
- Gynoplistia cyanoceps
- Gynoplistia dactylophora
- Gynoplistia davidsoni
- Gynoplistia decacantha
- Gynoplistia digitifera
- Gynoplistia dilatata
- Gynoplistia dileuca
- Gynoplistia dimidiata
- Gynoplistia dispila
- Gynoplistia dispiloides
- Gynoplistia distinctissima
- Gynoplistia dixantha
- Gynoplistia doddi
- Gynoplistia drekurmi
- Gynoplistia echionis
- Gynoplistia elaphus
- Gynoplistia elnorae
- Gynoplistia eluta
- Gynoplistia erinundra
- Gynoplistia erythrina
- Gynoplistia evelynae
- Gynoplistia exornata
- Gynoplistia fergusoni
- Gynoplistia fergusoniana
- Gynoplistia fimbriata
- Gynoplistia flavipennis
- Gynoplistia flavipes
- Gynoplistia flavizona
- Gynoplistia flavofemorata
- Gynoplistia flavohalterata
- Gynoplistia flindersi
- Gynoplistia forceps
- Gynoplistia formosa
- Gynoplistia frazieri
- Gynoplistia fulgens
- Gynoplistia fulva
- Gynoplistia fulviceps
- Gynoplistia fulviventris
- Gynoplistia fusca
- Gynoplistia fuscoplumbea
- Gynoplistia galbraithae
- Gynoplistia generosa
- Gynoplistia gilvipennis
- Gynoplistia gingera
- Gynoplistia glauca
- Gynoplistia gloriosa
- Gynoplistia gnamma
- Gynoplistia habbemae
- Gynoplistia hamiltoni
- Gynoplistia harrisi
- Gynoplistia heighwayi
- Gynoplistia hemiptera
- Gynoplistia hera
- Gynoplistia heroni
- Gynoplistia hiemalis
- Gynoplistia hirsuticauda
- Gynoplistia hirtamera
- Gynoplistia histrionica
- Gynoplistia hotooworry
- Gynoplistia howensis
- Gynoplistia hyalinata
- Gynoplistia hylonympha
- Gynoplistia illcha
- Gynoplistia incisa
- Gynoplistia inconjuncta
- Gynoplistia inflata
- Gynoplistia insolita
- Gynoplistia interrupta
- Gynoplistia isolata
- Gynoplistia jocosa
- Gynoplistia jucunda
- Gynoplistia jucundella
- Gynoplistia jurgiosa
- Gynoplistia kaoota
- Gynoplistia kiandra
- Gynoplistia klamonoensis
- Gynoplistia krangalang
- Gynoplistia kraussiana
- Gynoplistia kua
- Gynoplistia kundy
- Gynoplistia latibasalis
- Gynoplistia laticosta
- Gynoplistia leai
- Gynoplistia leptacantha
- Gynoplistia leto
- Gynoplistia leucopeza
- Gynoplistia lieftinckiana
- Gynoplistia lobulifera
- Gynoplistia longifurcula
- Gynoplistia longiramus
- Gynoplistia lowanna
- Gynoplistia luteibasis
- Gynoplistia luteicincta
- Gynoplistia luteoannulata
- Gynoplistia luteola
- Gynoplistia lyrifera
- Gynoplistia magnifica
- Gynoplistia manicata
- Gynoplistia marpanye
- Gynoplistia melancholica
- Gynoplistia melanopyga
- Gynoplistia melape
- Gynoplistia metajucunda
- Gynoplistia moanae
- Gynoplistia moma
- Gynoplistia monozostera
- Gynoplistia moundi
- Gynoplistia murdiella
- Gynoplistia myersae
- Gynoplistia narkale
- Gynoplistia neboissi
- Gynoplistia nebulipennis
- Gynoplistia nebulosa
- Gynoplistia nematomera
- Gynoplistia neojucunda
- Gynoplistia neonebulosa
- Gynoplistia ngende
- Gynoplistia nicholsoni
- Gynoplistia nigripennis
- Gynoplistia nigrithorax
- Gynoplistia nigriventris
- Gynoplistia nigrobimbo
- Gynoplistia nigronitida
- Gynoplistia niveicincta
- Gynoplistia nivicola
- Gynoplistia notabilis
- Gynoplistia notata
- Gynoplistia novempectinata
- Gynoplistia obscurivena
- Gynoplistia occipitalis
- Gynoplistia ocellifera
- Gynoplistia octofasciata
- Gynoplistia ofarrelli
- Gynoplistia opima
- Gynoplistia orophila
- Gynoplistia otagana
- Gynoplistia paketye
- Gynoplistia pallidicosta
- Gynoplistia pallidistigma
- Gynoplistia paluma
- Gynoplistia paradisea
- Gynoplistia parajucunda
- Gynoplistia patruelis
- Gynoplistia pedestris
- Gynoplistia penana
- Gynoplistia peramoena
- Gynoplistia perjucunda
- Gynoplistia persephoneia
- Gynoplistia philpotti
- Gynoplistia pictipennis
- Gynoplistia pleuralis
- Gynoplistia plumbeicolor
- Gynoplistia plumosa
- Gynoplistia poenghana
- Gynoplistia polita
- Gynoplistia polycantha
- Gynoplistia postica
- Gynoplistia princeps
- Gynoplistia pulverulenta
- Gynoplistia pygmaea
- Gynoplistia quagga
- Gynoplistia recurvata
- Gynoplistia resecta
- Gynoplistia resplendens
- Gynoplistia riedeliana
- Gynoplistia rieki
- Gynoplistia romae
- Gynoplistia rubribasis
- Gynoplistia sackeni
- Gynoplistia salgadoi
- Gynoplistia schachovskoyana
- Gynoplistia scimitar
- Gynoplistia sculpturata
- Gynoplistia serrulata
- Gynoplistia siebersi
- Gynoplistia skusei
- Gynoplistia speciosa
- Gynoplistia speighti
- Gynoplistia spinicalcar
- Gynoplistia spinigera
- Gynoplistia splendens
- Gynoplistia striatipennis
- Gynoplistia subclavipes
- Gynoplistia subfasciata
- Gynoplistia subformosa
- Gynoplistia subimmaculata
- Gynoplistia subobsoleta
- Gynoplistia tenuifilosa
- Gynoplistia tenuistylus
- Gynoplistia tergogibbosa
- Gynoplistia tigris
- Gynoplistia tillyardi
- Gynoplistia tooronga
- Gynoplistia toxopei
- Gynoplistia tridactyla
- Gynoplistia trifasciata
- Gynoplistia trispinosa
- Gynoplistia tristillata
- Gynoplistia troglophila
- Gynoplistia tuberculata
- Gynoplistia tubrabucca
- Gynoplistia umbacoora
- Gynoplistia unimaculata
- Gynoplistia uwinnia
- Gynoplistia waigeuensis
- Gynoplistia waitakerensis
- Gynoplistia wakefieldi
- Gynoplistia variabilis
- Gynoplistia variata
- Gynoplistia variicalcarata
- Gynoplistia varipes
- Gynoplistia weiri
- Gynoplistia vigilans
- Gynoplistia wilhelmina
- Gynoplistia vilis
- Gynoplistia williamsi
- Gynoplistia williamsiana
- Gynoplistia wilsonella
- Gynoplistia violacea
- Gynoplistia viridis
- Gynoplistia viridithorax
- Gynoplistia vittinervis
- Gynoplistia womba
- Gynoplistia woombye
- Gynoplistia xanthocera
- Gynoplistia yanka
- Gynoplistia yarra
- Gynoplistia yarrumba
- Gynoplistia yonguldye
- Gynoplistia zaluscodes
- Gynoplistia zebrata